# Ganomalita
La ganomalita és un mineral de la classe dels silicats. Rep el nom del grec γανωμα, brillantor, a causa de la brillantor adamantina del mineral.

## Característiques
La ganomalita és un silicat de fórmula química Pb9Ca₅Mn(Si₂O₇)₄(SiO₄)O. Cristal·litza en el sistema hexagonal. La seva duresa a l'escala de Mohs és 3.
Segons la classificació de Nickel-Strunz, la ganomalita pertany a «09.B - Estructures de sorosilicats amb grups barrejats de SiO₄ i Si₂O₇; cations en coordinació octaèdrica [6] i major coordinació» juntament amb els següents minerals: al·lanita-(Ce), al·lanita-(La), al·lanita-(Y), clinozoisita, dissakisita-(Ce), dol·laseïta-(Ce), epidota, hancockita, khristovita-(Ce), mukhinita, piemontita, piemontita-(Sr), manganiandrosita-(La), tawmawita, tweddillita, ferrial·lanita-(Ce), niigataïta, manganiandrosita-(Ce), dissakisita-(La), vanadoandrosita-(Ce), uedaïta-(Ce), epidota-(Sr), al·lanita-(Nd), ferrial·lanita-(La), åskagenita-(Nd), zoisita, macfal·lita, sursassita, julgoldita-(Fe2+), okhotskita, pumpel·lyïta-(Fe2+), pumpel·lyïta-(Fe3+), pumpel·lyïta-(Mg), pumpel·lyïta-(Mn2+), shuiskita, julgoldita-(Fe3+), pumpel·lyïta-(Al), poppiïta, julgoldita-(Mg), rustumita, vesuvianita, wiluïta, manganovesuvianita, fluorvesuvianita, vyuntspakhkita-(Y), del·laïta, gatelita-(Ce) i västmanlandita-(Ce).

## Formació i jaciments
Va ser descoberta a Långban, dins el municipi de Filipstad (Comtat de Värmland, Suècia). També ha estat descrita en altres indrets del país, així com a la República Popular de la Xina i als Estats Units.